# Andacollo
Andacollo este un oraș și comună din provincia Elqui, regiunea Coquimbo, Chile, cu o populație de 11.093 locuitori (2012) și o suprafață de 310,3 km2.